# Lenzsche Regel

Das Prinzip der Lenz’schen Regel: Ändert sich die Flächendichte B des magnetischen Flusses durch ein Areal, wird es dadurch von einem elektrischen Wirbelfeld E umgeben, das, wenn möglich, einen der Flussänderung entgegenwirkenden Strom bewirkt.

Die Lenz’sche Regel (auch: Lenz’sches Gesetz oder Regel von Lenz) ist eine Aussage über die Richtung des elektrischen Stromes bei elektromagnetischer Induktion, benannt nach Emil Lenz. Dieser veröffentlichte seine Überlegungen erstmals 1833 und bezog sich dabei auf die vorausgegangenen Arbeiten von Michael Faraday und André-Marie Ampère.
Aus heutiger Sicht formuliert man die Lenz’sche Regel etwas allgemeiner, als es Lenz ursprünglich tat, dabei betont man in erster Linie die magnetische Flussänderung (siehe unten) als Ausgangspunkt der Induktion:
Nach der Lenz’schen Regel wird durch eine Änderung des magnetischen Flusses durch eine Leiterschleife eine Spannung induziert, so dass der dadurch fließende Strom ein Magnetfeld erzeugt, welches der Änderung des magnetischen Flusses entgegenwirkt, ggf. verbunden mit mechanischen Kraftwirkungen (Lorentzkraft).
So gesehen ist die Lenz’sche Regel eine Folgerung des allgemeinen Faraday’schen Induktionsgesetzes:
{\displaystyle \oint _{\partial A}({\vec {E}}\;+{\vec {v}}\times {\vec {B}})\cdot \mathrm {d} {\vec {s}}=-{\frac {\mathrm {d} {\mathit {\Phi }}}{\mathrm {d} t}}}.

## Lenz’sche Regel in der Lehre
Neben ihrer Bedeutung in der Geschichte der Physik hat die Lenz’sche Regel vor allem in der Schulphysik einen hohen Stellenwert, dort wird sie meist in der Mittelstufe zum ersten Mal behandelt. In der universitären Ausbildung und in der Forschung wird die Regel als Teilaspekt des Induktionsgesetzes und der Maxwell-Gleichungen dargestellt.

## Erklärung
Die elektromagnetische Induktion ist eines der grundlegenden Phänomene der Elektrophysik. Das Induktionsgesetz stellt einen Zusammenhang zwischen Magnetfeldern und elektrischen Spannungen her und ist insbesondere zum Verständnis elektrischer Maschinen notwendig.
Die Lenz’sche Regel besagt, dass der induzierte Strom eine Änderung des magnetischen Flusses zu verhindern sucht. Die Änderung des magnetischen Flusses ist dem Induktionsgesetz (einem Teil der Maxwell-Gleichungen) entsprechend die Ursache für die Entstehung des Induktionsstromes.
Die Lenz’sche Regel steht in unmittelbarem Zusammenhang mit dem Energieerhaltungssatz: Die Energie für den Aufbau des elektrischen Feldes stammt aus dem Magnetfeld. Ihre physikalische Aussage entspricht der des Minuszeichens innerhalb des Induktionsgesetzes, das in integraler Form wie folgt lautet:
{\displaystyle \oint _{\partial A}{\vec {E}}\;\cdot \mathrm {d} {\vec {s}}=-\int _{A}\;{\frac {\partial {\vec {B}}}{\partial t}}\cdot \mathrm {d} {\vec {A}}}
Auf der linken Seite steht die induzierte Spannung (Integration der elektrischen Feldstärke {\displaystyle {\vec {E}}} über einen geschlossenen Weg {\displaystyle \partial A}), auf der rechten die zeitliche Änderung des magnetischen Flusses (Integration des Skalarprodukts von magnetischer Flussdichte {\displaystyle {\vec {B}}} und dem Flächennormalenvektor über die vom Weg {\displaystyle \partial A} umschlossene Fläche A).
Kurzfassung: Die Induktionsspannung wirkt immer ihrer Ursache (Änderung des magnetischen Flusses) entgegen.

## Anwendungsbeispiele

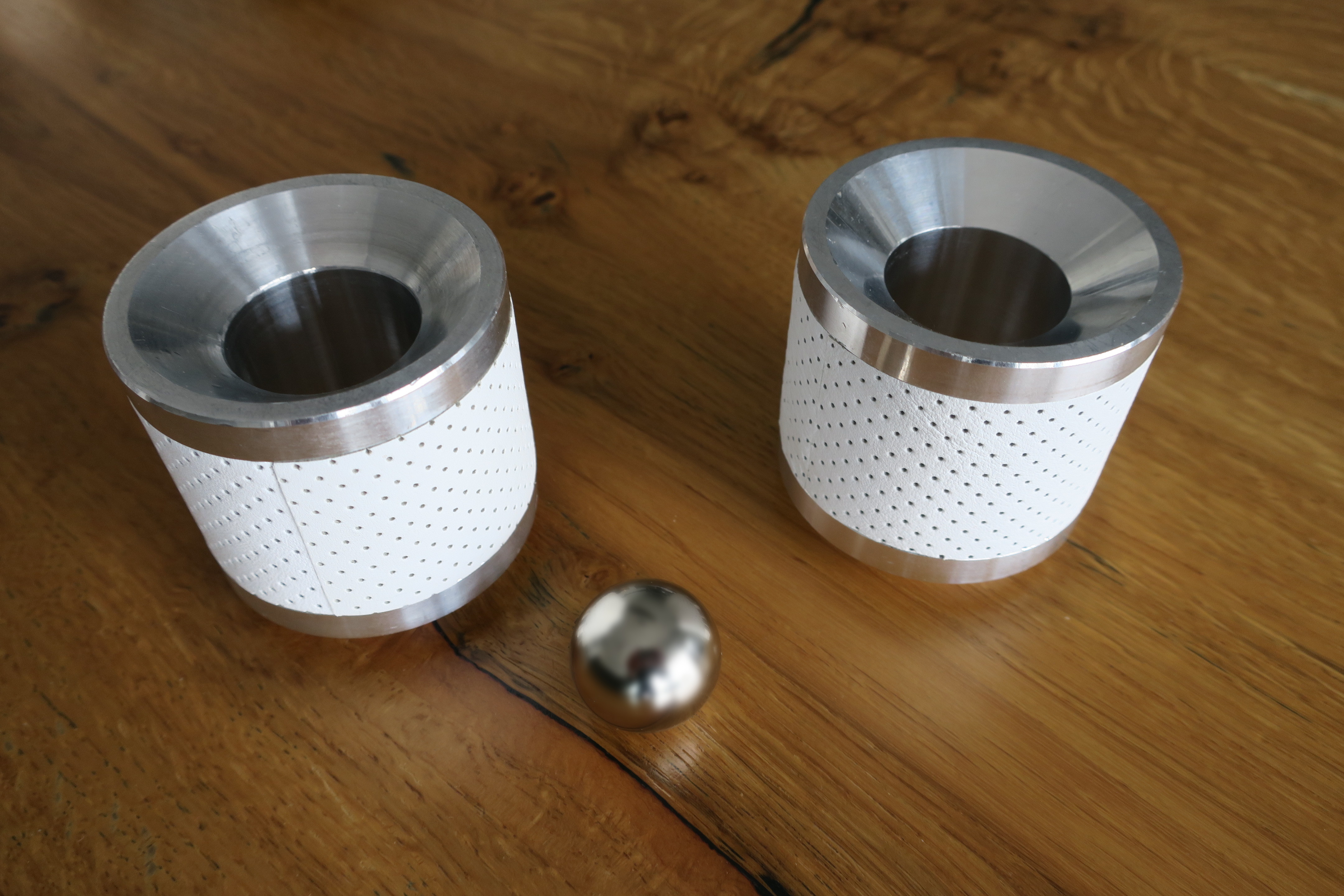
Zwei Zylinder mit einem kugelförmigen Neodymmagneten, dieser „fällt“ durch die Wirbelströme stark verlangsamt.

- Elektromotoren, Lautsprecher und Zugmagnete arbeiten nach diesem Prinzip.
- Bei derjenigen Variante einer Magnetschwebebahn, die nach dem EDS-Prinzip (elektrodynamisches Schweben) funktioniert (beispielsweise zu finden in der japanischen Konstruktion), induzieren Magnete am Fahrzeug durch die Fahrzeugbewegung in einer Reaktionsschiene auf der Trasse Wirbelströme. Diese Wirbelströme erzeugen ihrerseits ein Magnetfeld, welches dem Feld der Fahrzeugmagnete entgegengerichtet ist. Diese beiden Felder stoßen sich gegenseitig ab, wodurch bei ausreichender Geschwindigkeit das Fahrzeug über der Trasse schwebt. Das konkurrierende EMS-Konzept einer Magnetschwebebahn, wie sie beim Transrapid umgesetzt wurde, verwendet dieses Prinzip dagegen nicht.
- Die Lenz’sche Regel bewirkt die Schirmung elektromagnetischer Felder. Ein äußeres Feld erzeugt einen Oberflächenstrom im Schirm. Dieser Strom erzeugt nach der Lenz’schen Regel ein Gegenfeld, das sich dem einfallenden äußeren Magnetfeld destruktiv überlagert. Die Wirkung dieser Abschirmung lässt sich über die Messgröße der Schirmdämpfung erfassen.
- Als Demonstrationsversuch (Thomson’scher Ringversuch, nach Elihu Thomson) wird zum Beispiel eine Magnetspule mit etwa 600 Windungen und einem 20 cm langen, geraden Eisenkern senkrecht so aufgestellt, dass der Eisenkern nach oben herausschaut. Dieser Kern sollte – wie bei Trafos üblich – aus voneinander isolierten Blechplatten zusammengesetzt sein, damit Wirbelströme die Energie nicht in Wärme umwandeln. Auf diesen stangenförmigen Eisenkern wird ein Ring aus Aluminium geschoben, der jenen möglichst eng umgibt, aber nicht anliegt. Im Prinzip ergibt sich ein Trafo mit einer kurzgeschlossenen Sekundärspule. Legt man an die Spule für wenige Sekunden wahlweise einen Impuls oder Wechselstrom (50 Hz), baut sich im Eisenkern ein starkes Magnetfeld auf, das im Ring einen sehr starken Strom induziert. Dessen Magnetfeld ist gemäß der Lenz’schen Regel dem der Spule entgegengesetzt. Der Aluminiumring stößt sich deshalb von der Spule ab und fliegt nach oben (Gaußkanone). Im Experiment wurden Schusshöhen von 50 m erreicht, wobei als Spannungsquelle ein 10-µF-Kondensator verwendet wird, der vorher auf 2500 V aufgeladen wurde. Mit 230 V Netzwechselspannung fliegt der Ring etwa 2 m hoch.[3]
- Der letztgenannte Effekt ist der Spezialfall eines unfallartigen Ereignisses, das auch im praktischen Betrieb auftreten kann, wenn ein großes Magnetfeld zusammenbricht. Das kann bei einem supraleitenden Elektromagneten passieren, wenn in diesem die Temperatur der Supraleitung steigt und der Supraleitungsmagnet „quencht“. Folge ist, dass die Magnetspule einen ohmschen Widerstand aufweist. Dadurch wird der elektrische Strom in der Spule schlagartig reduziert, damit entsprechend schnell auch das Magnetfeld. In der Nähe des Magneten befindliche metallische Leiterschleifen reagieren wie jener Aluminiumring. Da sie außerhalb des Magneten angeordnet sind, ziehen sich hierbei das Restfeld und das induzierte Feld an und alles wird mit großer Kraft in den Magneten hineingezogen, was zerstörerische Auswirkungen haben kann. Zur Absicherung muss in der direkten Umgebung solcher Magnete dafür gesorgt werden, dass keine Leiterschleifen vorkommen. Wenn Aufbauten (beispielsweise Rahmenkonstruktionen für Gestelle) eine Leiterschleife darstellen, wird durch Einfügen eines genügend spannungsfesten, isolierenden Zwischenstücks der Stromkreis und damit die Ausbildung eines durch Induktion hervorgerufenen Magnetfeldes vermieden.
- Die Regel zeigt sich, wenn eine Magnetkugel in ein Kupferrohr (mit etwas größerem Innendurchmesser) fallen gelassen wird, so wird der Fall der Kugel stark verzögert. Das wird auch kommerziell als Spielzeug angeboten.